# Larsen Jensen
Larsen Alan Jensen (Bakersfield, 1º settembre 1985) è un ex nuotatore statunitense.
Alle Olimpiadi di Atene 2004 ha vinto l'oro con la staffetta USA 4x200 m sl e l'argento nei 1500 m sl.

## Palmarès
- Olimpiadi

Atene 2004: oro nella 4x200m sl e argento nei 1500m sl.
Pechino 2008: bronzo nei 400m sl.
- Mondiali

Barcellona 2003: argento negli 800m sl.
Montreal 2005: argento negli 800m sl e nei 1500m sl.
- Mondiali in vasca corta

Shanghai 2006: bronzo nella 4x200m sl.
- Campionati panpacifici

Yokohama 2002: argento negli 800m sl e bronzo nei 1500m sl.